# Лілея (фільм, 1959)
«Лілея» — український радянський фільм-балет. Постановку балету «Лілея» з лібрето Всеволода Чаговця та музикою Костянтина Данькевича у 1940 році ще перед Другою світовою війною здійснив Вахтанг Вронський. У 1959 році Вронський разом із Василем Лапокнишем зняв однойменний фільм. Сюжет фільму базується на різних віршах з «Кобзаря» Тараса Шевченка.
Прем'єра фільму відбулася в УРСР у Києві у 1959 році.

## Синопсис
1820-ті роки, Україна перебуває під колоніальним гнітом Московії. Кріпачка-молодиця Лілея та кріпак-парубок Степан закохуються, але їх намагається розлучити злий Князь-москаль. Фільм закінчується сценою народного повстання проти поневолювачів-москалів.

## Сюжет
В основу фільму лягли образи і мотиви кількох творів Т. Шевченка, зокрема балад «Лілея», «Русалка», «Утоплена», поем «Осика»(«Відьма»), «Невольник» («Сліпий»). Андрій Малишко додав і дикторський текст з його віршів. 
У основі сюжету – історія кохання Лілеї й Степана, що зростали разом. Князь (збірний образ з «Княжни», «Марини») переслідує закоханих, але громада відправляє Степана на Січ, а Лілея знаходить притулок у циган (образ циганського табору є у «Відьмі»). Уві сні вона бачить коханого з русалками (до цих міфологічних персонажів Шевченко звертався в «Русалці», «Утопленій»). Героя по дорозі на Січ ловлять і осліплюють князівські гайдамаки; Степан стає кобзарем (мотив зі «Сліпого»), що закликатиме народ до боротьби. Лілея гине, а люд повстає і вбиває жорстокого князя.

## Музичний лейтмовив
Музична складова, як і сценарій, також покликалася на Кобзаря: композитор використав народну музику, причому музичний лейтмотив героїні – «Ой зійди, зійди ти, зіронько та вечірняя» – одна з улюблених Шевченкових пісень; музичною темою повстання став «Заповіт».

## У ролях
- Євгенія Єршова — Лілея
- Роберт Клявін (Візіренко) — Степан
- Аркадій Аркадьєв —
- Валентина Калиновська — Гера
- Олександр Сегаль — Перко

## Творча команда
- Режисери-постановники та сценаристи: Вахтанг Вронський, Василь Лапокниш
- Оператори-постановники: Микола Топчій, Олександр Ананасов
- Художник-постановник: Олексій Бобровников
- Звукорежисер: Аріадна Федоренко
- Композитор: Костянтин Данькевич
- Художник по костюмах: Ядвіга Добровольська
- Художник по гриму: Олексій Матвєєв

## Відгуки кінокритиків
Фільм досить вдало передав кінематографічними засобами танець: зміною планів, гарно знятою натурою, вдалим кольоровим рішенням, хоча, як і інші фільми-вистави, «Лілея» не уникла бутафорських елементів пейзажу – намальованого неба, штучного дерева на могилі героїні тощо; театральністю відзначаються окремі сцени, зокрема епізод повстання.